# Војводство западнопоморско
Војводство Западно Поморје (пољ. Województwo zachodniopomorskie) је једно од 16 пољских војводстава. Налази се у северозападном делу Пољске. Основано је 1999. године од Шчећинског, Кошалинског и делова Гожовског, Пилског и Слупског војводства.

### Положај
Регион се налази на обали јужног Балтика. Такође у војводство спада Поморско појезерје (Pojezierze Pomorskie).
Налази се у северозападном делу Пољске. На западу се граничи са Немачком, а у Пољској са три војводства:
- Поморским (на истоку)
- Великопољским (на југоистоку)
- Лубушким (на југу)

### Историја и настанак
При настанку војводства Западно Поморје избили су протести становништва Кошалина, који се нису слагали са укидањем Кошалинског војводства.
Такође било је несугласица око историјских граница - посебно око прикључења града Слупска. Ипак то није успело

### Заштита природе
У војводству се налазе
- 2 национална парка
- 7 крајобразових паркова (парк у коме је могуће вршити индустријске делатности али у ограниченом обиму)
- и 81 резерват природе

### Највећи градови
преко 20.000 становника. (подаци od 31. децембра .2004)
- Шчећин (411.900)
- Кошалин (107.773)
- Старгард Шчећињски (66.128)
- Колобжег (44.932)
- Свиноујшће (44.098)
- Шчећинек (38.928)
- Полице (34.456)
- Валч (26.312)
- Бјалоград (24.399)

### Саобраћај
У војводству је веома добро развијена саобраћајна мрежа. Пролази ауто-пут A6 као и неколико магистрала, бројни регионални, повјатови и општински путеви.
Такође кроз војводство пролази међународни водени пут Свиноујшће - Шчећин - Грифино - Видухова - Хоензатен - Еберсвалде – Берлин.
Налази се и један аеродром Шчећин-Голењо